# Биберштейн, Фёдор Кондратьевич
Фёдор Кондра́тьевич Биберште́йн, барон Фри́дрих А́вгуст Ма́ршал фон Биберштейн (нем. Friedrich August Freiherr Marschall von Bieberstein; 30 июля 1768, Штутгарт — 16 июня 1826, Мерефа у Харькова) — немецкий ботаник, шелковод и путешественник на русской службе.

## Биография
Фридрих Август Маршал фон Биберштейн был членом семьи старого дворянского рода Маршал фон Биберштейн. Воспитывался в штутгартском кадетском корпусе Высшей школе Карла, преобразованном в это время в военную академию. В восемнадцать лет, проходя ещё обучение, Биберштейн посвятил себя, главным образом, изучению естественных наук. Вместе со своим знаменитым товарищем по училищу Кювье увлечённо занимался ботаникой и зоологией. По окончании академии Биберштейн в 1789 году поступил на службу к князю Эттинген-Валлерштейну, где служил до 1791 года.

### Служба в России
Его научная карьера началась в 1792 году, когда оставив службу у Эттинген-Валлерштейна, Биберштейн отправился в Вену, а оттуда в Яссы, где он поступил секретарём к графу М. В. Каховскому и поехал вместе с ним в Крым. Здесь он был произведён в обер-аудиторы, а в 1793 году пожалован во флигель-адъютанты. Почти три года пробыл он с Каховским в Крыму в бытность последнего управляющим Таврической областью. В это время он заложил основу будущему капитальному труду о тавро-кавказской флоре «Flora Taurico-Caucasica» и познакомился с К. И. Габлицем, которому в то время была поручена организация шелководства в России. 26 ноября 1795 года был награждён орденом Св. Георгия 4-й степени (№ 1271).
В 1795 году Биберштейн в чине капитана русской службы вышел в отставку и отправился в Петербург. В следующем году, в качестве естествоиспытателя, сопровождал Персидскую экспедицию В .А. Зубова. Вернувшись обратно в Петербург в 1797 году, занял место инспектора шелководства по кавказской линии и издал «Tableau des provinces situées sur la côte occidentale de la mer Caspienne, entre les fleuves Terek et Cour» (СПб., 1798; нем. пер. Франкфурт, 1800).
В течение двух следующих лет (1798—1799 годы) он объезжал Кавказ, преимущественно в нижнем течении Терека, и представил тогдашней экспедиции государственного хозяйства подробнейший отчёт — описание региона, которое содержало сведения о топографии, истории, экономике, населении, а также о флоре и фауне. Некоторые из растений были открыты или описаны Биберштейном впервые. Император Павел I настолько остался доволен деятельностью Биберштейна, что назначил его главным инспектором шелководства Южной России (всей «Полуденной России») и в течение неполных двух месяцев пожаловал его в коллежские и статские советники.
С тех пор Биберштейн ежегодно объезжал территорию между Волгой, Днепром и Днестром.
В 1800 году Биберштейн, находясь в Санкт-Петербурге, пригласил Стевена на место помощника инспектора шелководства.
Биберштейн дважды посетил Грузию, где положил прочное основание шелководству. Для усовершенствования дела отправился за границу, побывал в Германии и Париже, вернувшись, открыл в 1807 близ города Кизляра казённое училище виноделия. Принимал участие в разведении парка летнего крымского дворца.
Император Александр I обратил внимание на заслуги Биберштейна и пожаловал его в действительные статские советники, подарил ему 5000 десятин земли близ Мерефы у Харькова. Поселившись в 1807 году в пожалованном имении, Биберштейн посвятил себя изучению русской флоры.
В 1810 году был издан первый том трёхтомного труда «Centuria plantarum Rossiae Meridionalis» с рисунками Якова Маттеса; полностью труд был закончен Академией наук уже после смерти автора. 28 февраля 1811 года пожалован в чин действительного статского советника. При активном участии Биберштейна 10 июня 1811 года в Петербурге был подписан указ об учреждении в Крыму Императорского казённого ботанического сада. Никитский ботанический сад был основан в 1812 году. Первым директором сада стал помощник Биберштейна — тридцатилетний учёный Х. Х. Стевен.
В 1813 году организовал экспедицию на Кавказ, куда приглашал Я. Маттеса, но тот отказался и вместо него рисовальщиком отправился Л. А. Хорис. В 1819 году была издана третья часть дополнений «Flora Taurico-Caucasica».
Скончался в 1826 года. Осталась неоконченной работа «Flora Rossica», для которой Биберштейн собрал богатый материал и уже отделал несколько листов, но не успел его издать. Из-за смерти автора не было издано пространное описание Грузии и древностей Крыма. Гербарий Биберштейна, включавший примерно 10 тысяч образцов растений, собранных на юге России, на Кавказе и в Крыму, после его смерти был приобретён академиком Карлом Триниусом для Ботанического музея Академии наук в Санкт-Петербурге, в настоящее время находится в Ботаническом институте Комарова.

## Труды
- Tableau des provinces situées sur la côte occidentale de la mer Caspienne, entre les fleuves Terek et Kour. СПб, 1798. (Перевед по-немецки изд. в 1800 во Франкфурте)
- Flora taurico-caucasica exhibens stirpes phaenogamas, in Chersoneso Taurica et regionibus caucasicis sponte crescentes. т. 1, т. 2 Харьков, 1808 т. 3 Supplementum Харьков, 1819
- A general, historical, and topographical description of Mount Caucasus. Лондон, 1807. Совместно с Якобом Райнеггсом.
- Centuria planlarimi Russiae meridionalis. с рисунками. Том I — 1810, Том II, III — 1832—1843 титульный лист книги

Неизданные
- «Flora Russica»
- «Описание Грузии и древностей Крыма»

## Названы в честь Биберштейна
Род цветковых растений Биберштейния (Biebersteinia Stephan) семейства гераниевые (Geraniaceae) назван в честь Биберштейна немецким ботаником на русской службе Христианом-Фридрихом Стефаном; ныне род выделен в монотипное семейство Биберштейниевые. Также в его честь названо много видов растений, некоторые из них:
- Allium marschalianum Vved. (1935) — Лук Маршала
- Anthemis biebersteiniana (Adams) K.Koch (1851) — Пупавка Биберштейна
- Anthyllis biebersteiniana (Taliev) Popl. ex Juz. (1945) — Язвенник Биберштейна
- Argyrolobium biebersteinii P.W.Ball (1968) — Аргиролобиум Биберштейна
- Asperula biebersteinii V.I.Krecz. (1934) — Ясменник Биберштейна
- Astrantia biebersteinii Fisch. & C.A.Mey. (1836) — Звездовка Биберштейна
- Bupleurum marschallianum C.A.Mey. (1831) — Володушка Маршалла
- Campanula biebersteiniana Roem. & Schult. (1819) — Колокольчик Биберштейна
- Carlina biebersteinii Bernh. ex Hornem. (1819) — Колючник Биберштейна
- Cerastium biebersteinii DC. (1823) — Ясколка Биберштейна
- Colchicum biebersteinii Rouy (1906) — Безвременник Биберштейна
- Corydalis marschalliana (Pall. ex Willd.) Pers. (1806) — Хохлатка Маршалла
- Dianthus marschallii Schischkin (1928) — Гвоздика Маршалла
- Echium biebersteinii (Lacaita) Dobrocz. (1981) — Синяк Биберштейна
- Gentiana biebersteinii Bunge (1829) — Горечавка Биберштейна
- Koeleria biebersteinii M.G.Kalen. (1977) — Тонконог Биберштейна
- Linaria biebersteinii Besser (1822) — Льнянка Биберштейна
- Linum marschallianum Juz. (1949) — Лён Маршалла
- Lolium marschallii Steven (1857) — Плевел Маршалла
- Minuartia biebersteinii Schischkin (1928) — Минуарция Биберштейна
- Onobrychis biebersteinii Širj. (1925) — Эспарцет Биберштейна
- Paeonia biebersteiniana Rupr. (1869) — Пион Биберштейна
- Poa biebersteinii H.Pojark. (1963) — Мятлик Биберштейна
- Ribes biebersteinii Berland. (1826) — Смородина Биберштейна
- Rosa biebersteiniana Tratt. (1823) — Шиповник Биберштейна
- Rubus marschallianus Juz. (1950) — Ежевика Маршалла
- Sideritis marschalliana Juz. (1954) — Железница Маршалла
- Solenanthus biebersteinii DC. (1846) — Трубкоцвет Биберштейна
- Thymus marschallianus Willd. (1800) — Тимьян Маршалла
- Trinia biebersteinii Fedor. (1978) — Триния Биберштейна
- Tulipa biebersteiniana Schult.f. (1829) — Тюльпан Биберштейна
- Zingeria biebersteiniana (Claus) P.A.Smirn. (1946) — Цингерия Биберштейна